# Agapanthia lais
Agapanthia lais (лат.) — вид жуков-усачей из подсемейства ламиин. Распространён в Турции, Иордании, Израиле, Сирии и Иране. Кормовым растением личинок является Onopordum macrocephalum.